# Leonhard Posch
Leonhard Posch (* 7. November 1750 in Fügen, Österreich; † 1. Juli 1831 in Berlin) war Wachsbossierer, Medailleur und Bildhauer und berühmt für seine hervorragenden Porträtdarstellungen, mit denen er seinerzeit schon in Wien hervortrat und während seiner Tätigkeit in Berlin von 1804 bis 1810 vervollkommnete.

## Leben

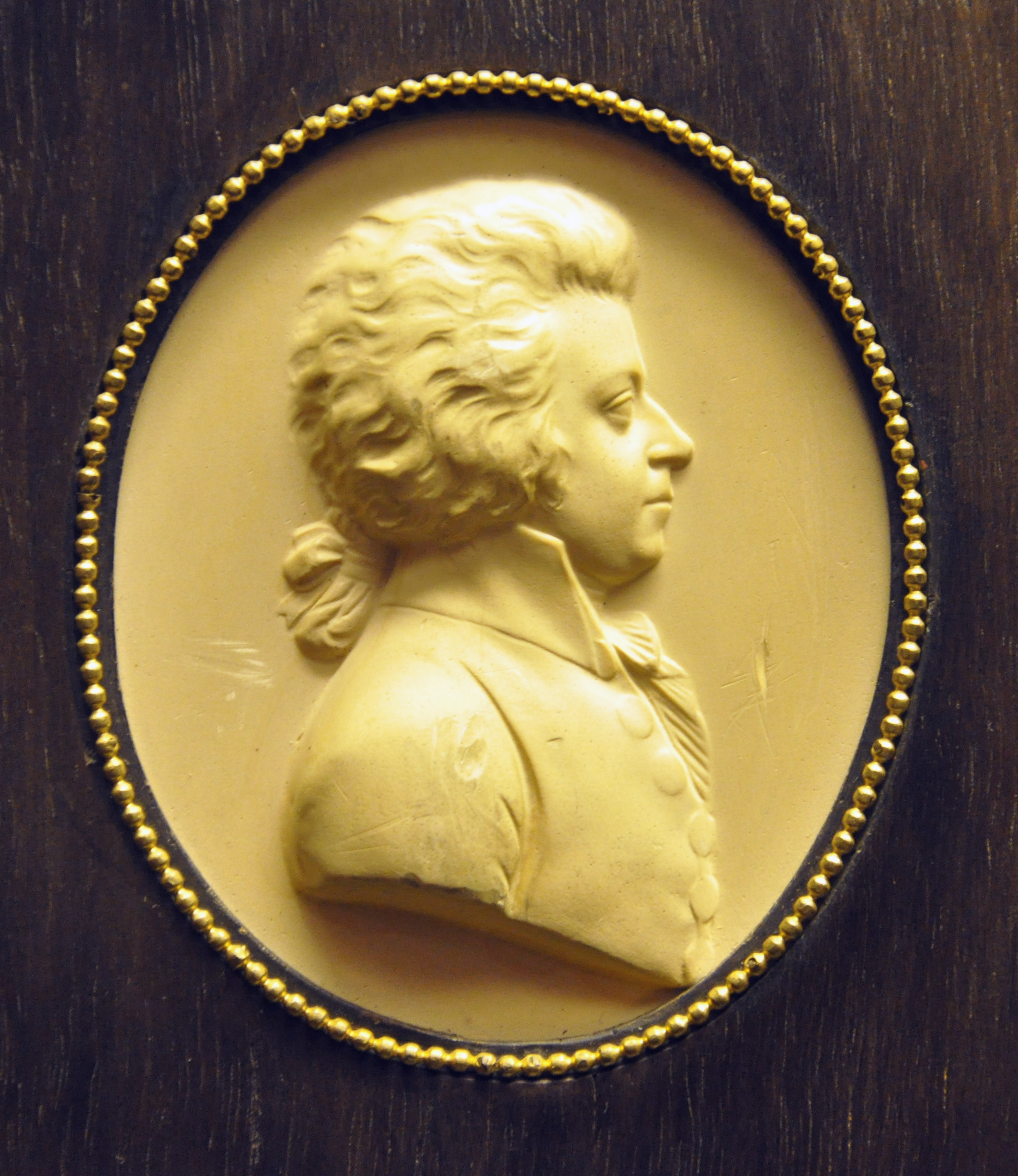
Leonard Posch: Wolfgang Amadeus Mozart, 1788/1789 (Gipsrelief nach einem Bronzeabguss des originalen, verlorenen Gipsreliefs)

Der aus Österreich stammende Bildhauer Leonhard Posch revolutionierte mit seinen außergewöhnlich und überaus frischen, sensiblen und lebensnahen Modellen den Eisenkunstguss im Fach der Bildnismedaillons. Posch kam 1803 auf Betreiben Johann Gottfried Schadows nach Berlin und schuf bis zu seinem Tod mehr als 200 Bildnismodelle, die vorwiegend für die königliche Eisengießerei Berlin und für die Gleiwitzer Hütte gedacht waren. Der Bedarf an zeitgenössischen Bildnissen war gigantisch. Neben Mitgliedern der Fürstenhäuser, erfolgreichen Militärs, Philosophen und Künstlern waren seinerzeit Religiosa sehr populär. Im Jahre 1815 kam die Sayner Hütte in der Nähe von Neuwied am Rhein in den Besitz von Preußen. 1816 wurde Posch Mitglied der Preußischen Akademie der Künste. Ein Jahr später wurde in Neuwied eine Kunstgießerei eingerichtet und die Verwaltung der Modellkammer dem beamteten Zeichner Karl Osterwald übertragen. Zwar leistete man sich in der Sayner Hütte mit dem Berliner Heinrich Zumpft einen eigenen Modelleur, doch kamen durch Vermittlung der zentralen Hüttenbehörde auch Poschs Modelle ins Rheinland. Immerhin umfasste 1846 das Sayner Bestandsverzeichnis 1.165 Gussmodelle. 1865 kaufte Krupp die Hütte auf.